# Robert Gulya

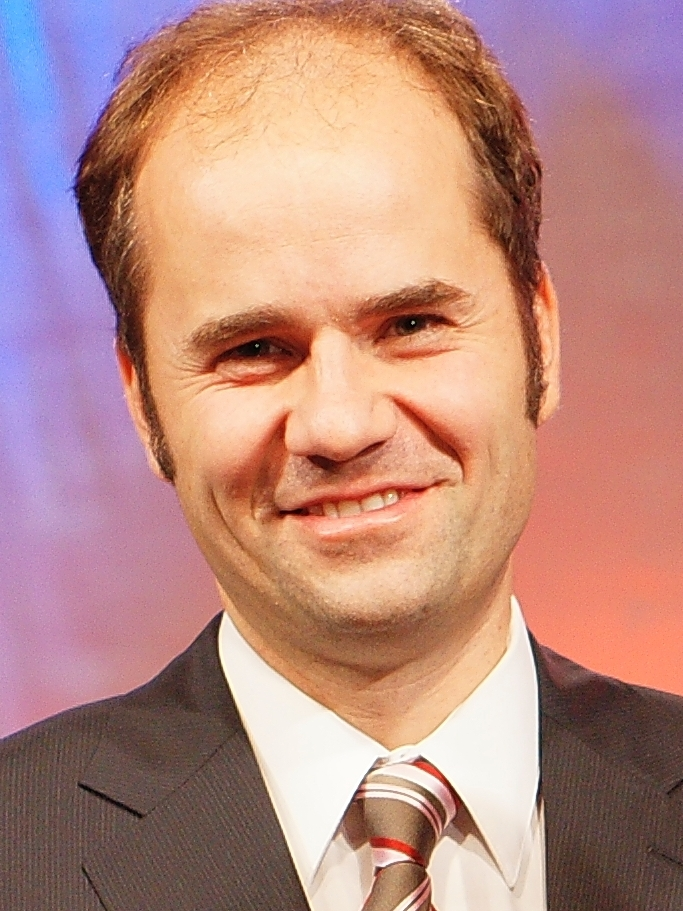
Robert Gulya

Robert Gulya (* 10. November 1973 in Gyöngyös) ist ein ungarisch-britischer Komponist.

## Leben
Robert Gulya studierte an der Franz-Liszt-Musikakademie in Budapest, der Universität für Musik und darstellende Kunst Wien sowie der Fakultät für Film, TV und Digitale Medien der University of California, Los Angeles. Er komponiert sowohl klassische Werke in verschiedenen Besetzungen als auch Filmmusik, ist Inhaber der Produktionsfirma Interscore LTD und arbeitet mit renommierten Filmregisseuren und Produzenten zusammen. Seine Musik wurde weltweit aufgeführt und auf Tonträgern sowie im Druck publiziert. Er schuf zahlreiche Werke für die österreichische Gitarristin Johanna Beisteiner, darunter ein Konzert für Gitarre und Orchester. Gulya begann seine Arbeit an diesem Gitarrenkonzert während eines Aufenthalts in den USA im Herbst 2001, kurz nach den Anschlägen des 11. September, weswegen er im ersten Satz ein Thema wählte, das an jenen Terrorakt erinnert. Die Uraufführung dieses Gitarrenkonzerts fand mit Johanna Beisteiner sowie den Budapester Symphonikern unter der Leitung von Béla Drahos statt und erschien auf DVD bei Gramy Records.
Derzeit lebt und arbeitet Gulya in Großbritannien.

### Preise und Auszeichnungen
- 2014: Cannes Corporate Media & TV Award – Beste Musik (Kategorie E34) für den Film Where a world unfolds[5][6]
- 2008: AOF Film Festival, USA: Beste Filmmusik für Atom Nine Adventures (USA 2007, Regie: Christopher Farley)[7][8]
- 1997: Dritter Preis beim internationalen Kompositionswettbewerb In Memoriam Zoltán Kodály, Budapest (Ungarn)[9]
- 1996: Albert Szirmai-Preis, Budapest (Ungarn)
- 1995: Erster Preis bei der Internationalen Sommerakademie Prag-Wien-Budapest[10] (Österreich)

## Werke (Auswahl)

### Orchesterwerke
- Erinnerung an eine verlorene Welt – Eine Geschichte über das legendäre Atlantis für Chor und Orchester (UA 1996)
- Konzert für Klavier und Orchester Nr. 1 (UA 1997)
- Konzert für Tuba und Orchester (UA 2000)
- Konzert für Gitarre und Orchester (UA 2009)
- Der Milonguero und die Muse (Tango)
  - 1. Fassung für Gitarre und Streichorchester (Musik zum gleichnamigen Videoclip, 2008)
  - 2. Fassung für Flöte, Gitarre und Streichorchester (UA 2009)
- Nussknacker-Variationen für Gitarre und Streichorchester (UA 2013)
- Concerto '1963 – Klavierkonzert zu Beatles-Melodien (UA 20213)[11]

### Kammermusik
- Burlesque für Tuba und Klavier (UA 1995)
- Moods (deutsch: Launen) für Blechbläserquintett (UA 2005)
- Capriccio für Gitarre und Klavier (UA 2006)

### Werke für Soloinstrumente
- Fairy Dance (deutsch: Feen-Tanz) für Gitarre (UA 2000)
- Die Stimme des Delphins für Klavier (UA 2001)
- Night Sky Preludes (deutsch: Sternenhimmel-Präludien) für Gitarre (UA 2007)
- Walzer für Gitarre (UA 2010)

### Filmmusik (Auswahl)
- Truce (USA 2004, Regie: Matthew Marconi)
- The Boy Who Cried (USA 2005, Regie: Matt Levin)
- S.O.S. Love! (HU 2007, Regie: Tamás Sas)
- Atom Nine Adventures (USA 2007, Regie: Christopher Farley)
- 9 and a half dates (HU 2007, Regie: Tamás Sas)
- Themoleris (HU 2007, Regie: Balázs Hatvani)
- Bamboo Shark (USA 2008; Regie: Dennis Ward)
- Outpost (USA 2008; Regie: Dominick Domingo)
- Made in Hungaria (HU 2008, Regie: Gergely Fonyo)
- Illusions (HU 2009, Regie: Zsolt Bernáth)
- Night of Singles (HU 2010, Regie: Tamás Sas)
- Truly Father (HU 2010, Regie: Emil Novák)
- Thelomeris (HU 2011, Regie: Balázs Hatvani)
- Gingerclown (Hu 2013, Regie: Balázs Hatvani)
- Tom Sawyer & Huckleberry Finn (USA 2014, Regie: Jo Kastner)
- What Ever Happened to Timi (ungarisch: Megdönteni Hajnal Tímeát) (HU 2014, Regie: Attila Herczeg)
- Aura (HU 2014, Regie: Zsolt Bernáth)
- The Ufologist (USA 2014, Regie: Christopher Farley)
- A lovasíjász (Dokumentarfilm, HU 2016. Regie: Géza Kaszás, Dániel Tiszeker)
- Man in the Mountain (Kurzfilm USA 2023, Regie: Dennis Trombly)
- Hadik (Historienfilm HU 2023, Regie: János Szikora)
- Now or never (ungarisch: Most vagy soha) (HU 2024, Regie: Balázs Lóth)

## Diskografie (unvollständig)
Liste von Alben, die Werke von Robert Gulya enthalten:

### CD
- 1997: Winners of the First International Composers Competition[12] (Kodály Foundation, CD BR 0156, Budapest, Ungarn), mit dem Klavierkonzert Nr. 1 von Gulya
- 2001: Johanna Beisteiner – Dance Fantasy: mit Fairy Dance für Gitarre solo von Gulya
- 2004: Johanna Beisteiner – Between present and past: mit Capriccio für Gitarre und Klavier von Gulya
- 2007: Atom Nine Adventures (Original Motion Picture Soundtrack)
- 2007: S.O.S. Love (Original Motion Picture Soundtrack)[13]

### DVD
- 2010: Johanna Beisteiner – Live in Budapest: DVD mit einem Live-Konzert mit den Budapester Symphonikern unter der Leitung von Béla Drahos, enthält die Uraufführung von Konzert für Gitarre und Orchester sowie den Tango Der Milongaro und die Muse von Gulya